# Kamila Kikinčuková
Kamila Kikinčuková, provdaná Frumertová (* 31. ledna 1989 Plzeň), je česká filmová a divadelní herečka divadla Pluto. Je známá ze seriálu Ordinace v růžové zahradě 2, kde ztvárnila postavu Stely Seifertové, a také z filmů Babovřesky 2 a Babovřesky 3, kde ztvárnila postavu Kamily. Jejími rodiči jsou herci Pavel Kikinčuk a Jindřiška Kikinčuková. Zahrála si i roli dvorní dámy v pohádce Nejkrásnější hádanka.

## Filmografie
- Gympl (2007)
- Nejkrásnější hádanka (2008)
- Babovřesky 2 (2014)
- Babovřesky 3 (2015)
- Ordinace v růžové zahradě 2 (2015 - 2016) - Stella Seifertová